# 路德版聖經
路德版聖經（德語：Lutherbibel），是德语圣经译本，由基督教新教改革家马丁·路德通过希腊语和希伯来语在瓦尔特堡翻译而成。《新约》部分于1522年出版，《旧约》及外典部分于1534年出版。
路德版聖經对现代德语的形成有巨大的影响。威廉·廷代尔在翻译丁道尔译本时受到了路德版聖經的影响。